# 朗县 (古代)
朗县，中国古县名。
隋朝开皇十六年（596年）改安昌县置，治所在今河南省确山县。先后属蔡州、汝南郡。北宋大中祥符五年（1012年）改名确山县。 